# La Fille du désert (mini-série)
Pour les articles homonymes, voir La Fille du désert.
La Fille du désert (The Red Tent) est une minisérie américaine en 2 épisodes de 88 minutes, basée sur le livre The Red Tent, développée par Roger Young et diffusée entre le 7 décembre 2014 et le 8 décembre 2014 sur la chaîne Lifetime.
En France, elle est diffusée sur TF1 le 15 aout 2016 en début d'après midi, puis par Netflix. Néanmoins, elle reste inédite dans d'autres pays francophones.

## Synopsis
Dinah, la fille du patriarche Jacob dans le livre de la Genèse, vit une enfance heureuse à l'intérieur de la tente rouge, où les dames de sa tribu se réunissent et partagent les traditions et les troubles de la femme antique...

## Distribution
- Rebecca Ferguson (VF : Laura Blanc) : Dinah
- Minnie Driver (VF : Marie-Eve Dufresne) : Leah
- Morena Baccarin (VF : Laurence Breheret) : Rachel
- Iain Glen : Jacob
- Debra Winger (VF : Claudine Grémy) : Rebecca
- Vinette Robinson : Bilhah
- Agni Scott (VF : Hélène Bizot) : Zilpah
- Will Tudor : Joseph
- Sean Teale (VF : Nicolas Dangoise) : Prince Shalem
- Sammy Bennis (VF : Gwendal Anglade) : Benjamin
- Hiam Abbass (VF : Béatrice Delfe) : Reine Re-Nefer
- Dermot Keaney (VF : Jean-Luc Atlan) : Esau

Version française
- Studio : Cinephase[3].
- Direction : François Dunoyer
- Adaptation française : Perrine Dézulier